# マンハッタンに恋をして 〜キャリーの日記〜
『マンハッタンに恋をして 〜キャリーの日記〜』（マンハッタンにこいをして キャリーのにっき、原題:The Carrie Diaries）は、キャンディス・ブシュネルの小説「The Carrie Diaries」を原作としたアメリカ合衆国のテレビドラマシリーズ。『セックス・アンド・ザ・シティ』に登場するキャリー・ブラッドショーにスポットを当て、シーズン1では1984年当時高校生だった彼女がニューヨークの法律事務所でインターンをしながら、密かに雑誌社で活躍する様を描き、シーズン2では、彼女のさらなる活躍と、彼女の友人らの生活をも描いている。
本作を放送したThe CWは2012年5月にこの作品について13話構成で放送することを発表し、シーズン1の放送開始から4か月後にはシーズン2を2013年10月から放送すると発表した。2014年5月に続編の制作を行わないことを発表した。
日本ではDlifeでシーズン1を2014年3月22日の先行放送を経て、同年4月12日から7月15日まで、シーズン2を2016年4月11日から7月4日まで放送された。

## 概要
このドラマはキャンディス・ブッシュネルの小説「The Carrie Diaries」を原作とし、『セックス・アンド・ザ・シティ』の原点となる作品である。

## 登場人物
以下は「配役（演者/吹き替え）」の順で記載

### 主要登場人物
- キャリー・ブラッドショー（アナソフィア・ロブ/沢城みゆき）
- セバスチャン・キッド（オースティン・バトラー/下妻由幸）
- マギー（ケイティ・フィンドレイ/豊口めぐみ）
- サマンサ・ジョーンズ（リンゼイ・ゴート/魏涼子）
- マウス（エレン・ウォン/優希）
- ドリット・ブラッドジョー（ステファニア・オーウェン/）
- ウォルター・レイノルドズ（ブレンダン・ドゥーリング/）
- ドナ・ラドンナ（クロエ・ブリッジス/）
- ラリッサ・ローリン（フリーマ・アジェマン/）
- トム・ブラッドショー（マット・レッシャー/川島得愛）

### 他の登場人物
- サイモン・バーンズ（ジョシュ・サラティン/）
- ベネット・ウィルコックス（ジェイク・ロビンソン/）
- ハーラン・シルバー（スコット・コーエン/）
- デブ（ナディア・ダジャニ/）
- トーマス・ウェスト（R・J・ブラウン/）
- ザ・ジェンズ（ホイットニー・バンス、アレキサンドラ・ミラー/）
- ミラー（エヴァン・クルックス/）
- アダム・ウィーバー（クリス・ウッド/）
- スコット（ジュリアン・ヤオ・ジョイエロ/）

## エピソードリスト

### シーズン1
- 米国初放送：2013年1月4日 - 2013年4月8日（毎週月曜日 20:00 - (東部標準時)）
- 日本初放送：2014年4月12日 - 2014年7月5日（毎週土曜日 23:00 - 24:00(JST)）[6]

|        | タイトル（邦題）         | 原題                                | 監督                                   | 脚本                                      |
| ------ | ------------------------ | ----------------------------------- | -------------------------------------- | ----------------------------------------- |
| 第1話  | キャリー・ブラッドショー | Pilot                               | ミゲル・アルテタ                       | エイミー・B・ハリス                       |
| 第2話  |                          | Lie with Me                         | アルフォンソ・ゴメス＝レホン           | エイミー・B・ハリス                       |
| 第3話  |                          | Read Before Use                     | デイジー・フォン・シャーラー・メイヤー | テリー・ミンスキー                        |
| 第4話  |                          | Fright Night                        | ジェニファー・ゲッツィンガー           | ヘンリー・アロンソ・マイヤーズ            |
| 第5話  |                          | Dangerous Territory                 | ノーマン・バックリー                   | エイミー・B・ハリス                       |
| 第6話  |                          | Endgame                             | デヴィッド・ペイマー                   | ジェシカ・オトゥール エイミー・ラーディン |
| 第7話  |                          | Caught                              | ナネット・バーンスタイン               | ダグ・ストックスティル                    |
| 第8話  |                          | Hush Hush                           | エイミー・ヘッカーリング               | マーク・ハルシー                          |
| 第9話  |                          | The Great Unknown                   | ジャニス・クック                       | エイミー・B・ハリス                       |
| 第10話 |                          | The Long and Winding Road Not Taken | マイケル・フィールズ                   | テリー・ミンスキー                        |
| 第11話 |                          | Identity Crisis                     | ジャン・ターナー                       | ジェシカ・オトゥール エイミー・ラーディン |
| 第12話 |                          | A First Time for Everything         | パトリック・ノリス                     | ヘンリー・アロンソ・マイヤーズ            |
| 第13話 |                          | Kiss Yesterday Goodbye              | アンディ・ウォーク                     | エイミー・B・ハリス                       |

### シーズン2
- 米国初放送：2013年10月25日 - 2014年1月31日（毎週金曜日 20:00 - (東部標準時)）
- 日本初放送：2016年4月11日 - 2016年7月4日（毎週月曜日 21:00 - 21:57(JST)）[7]

|        | タイトル（邦題） | 原題                   | 監督                                   | 脚本                                      |
| ------ | ---------------- | ---------------------- | -------------------------------------- | ----------------------------------------- |
| 第1話  |                  | Win Some, Lose Some    | アンディ・ウォーク                     | エイミー・B・ハリス                       |
| 第2話  |                  | Express Yourself       | エイミー・ヘッカーリング               | ジェシカ・オトゥール エイミー・ラーディン |
| 第3話  |                  | Strings Attached       | デイジー・フォン・シャーラー・メイヤー | ダグ・ストックスティル                    |
| 第4話  |                  | Borderline             | マイケル・フィールズ                   | ヘンリー・アロンソ・マイヤーズ            |
| 第5話  |                  | Too Close for Comfort  | チェトナ・フューントス                 | ジェシカ・クエラー                        |
| 第6話  |                  | The Safety Dance       | デビッド・ウォーレン                   | サッシャ・ロスチャイルド                  |
| 第7話  |                  | I Heard a Rumor        | ノーマン・バックリー                   | エイミー・B・ハリス                       |
| 第8話  |                  | The Second Time Around | ジャニス・クック                       | テリー・ミンスキー                        |
| 第9話  |                  | Under Pressure         | アンディ・ウォーク                     | ローガン・スラクター                      |
| 第10話 |                  | Date Expectations      | エイミー・ヘッカーリング               | ジェシカ・オトゥール エイミー・ラーディン |
| 第11話 |                  | Hungry Like the Wolf   | サラ・プライス                         | ヘンリー・アロンソ・マイヤーズ            |
| 第12話 |                  | This Is the Time       | ジェイソン・レイリー                   | サッシャ・ロスチャイルド                  |
| 第13話 |                  | Run to You             | アンドリュー・マッカーシー             | エイミー・B・ハリス                       |